# Villers-Sire-Nicole

Villers-Sire-Nicole este o comună în departamentul Nord, Franța. În 1 ianuarie 2022 avea o populație de 1.008 de locuitori.